# Eveli Torent
Eveli Torent i Marsans (Badalona, 5 de abril de 1876 - Barcelona, 4 de octubre de 1940) fue un pintor y dibujante español, englobado en el llamado posmodernismo catalán.

## Biografía

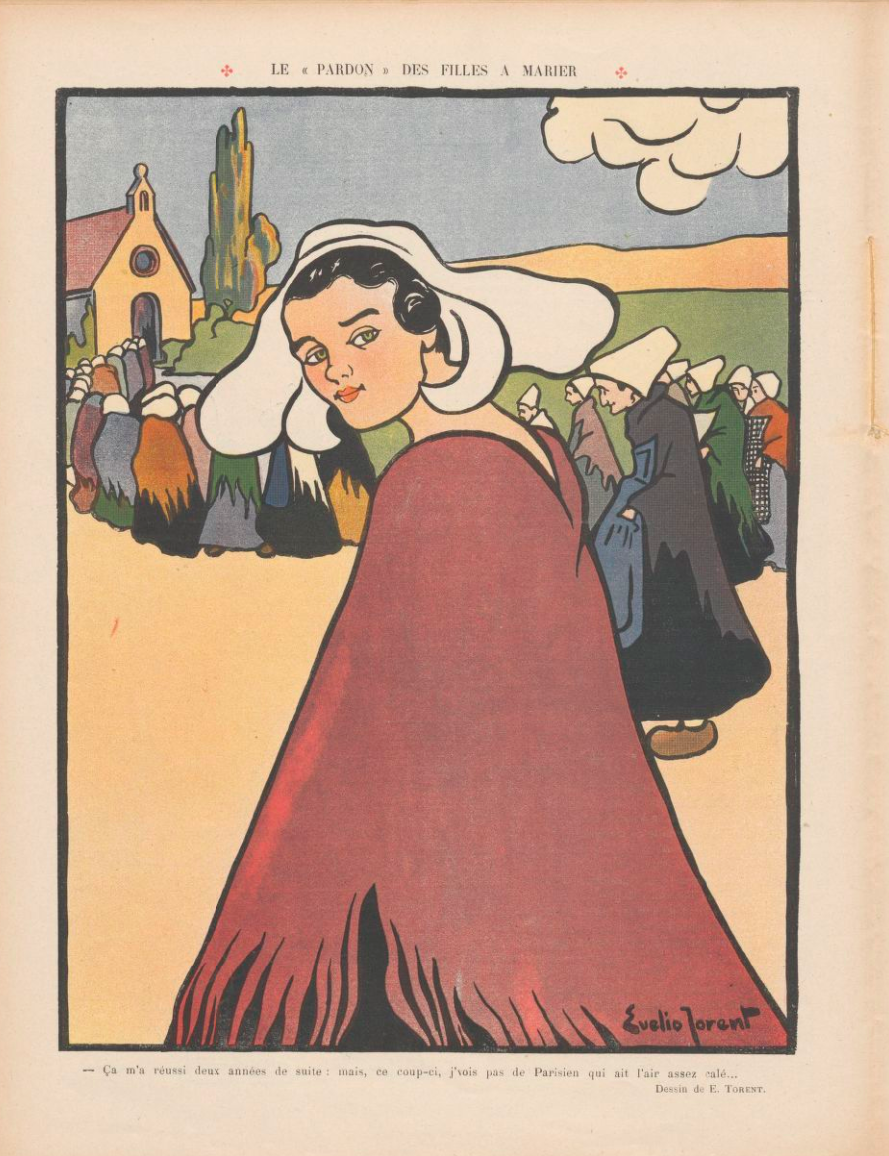
Le Pardon des filles à marier, ilustración para Le Rire (1910)

Era hijo del notario Esteve Torent i Torrebadella. Estudió en la Escuela de la Lonja de Barcelona, donde fue discípulo de Ramón Martí Alsina, cuya influencia se denota en sus primeros paisajes, muchos de ellos realizados en Mallorca. Fue un asiduo de las tertulias del café Els Quatre Gats, punto neurálgico del modernismo catalán, donde realizó una exposición individual en 1899. También realizó varias exposiciones en la Sala Parés de Barcelona. Como pintor, cultivó un estilo similar al de Hermenegildo Anglada Camarasa.Fue amigo de Pablo Picasso, que le hizo tres retratos entre 1899 y 1900.
Entre 1902 y 1913 se instaló en París, donde expuso en el Salón de otoño, del Campo de Marte y de los Independientes. En esta época hizo sobre todo temas folclóricos españoles (A los toros, 1903; Une loge aux courses de toros, 1904; Tête gitane, 1906).
Entre 1914 y 1919 residió en Nueva York, donde practicó sobre todo el retrato, género en el que alcanzó fama internacional, siendo de destacar los retratos de Jorge V del Reino Unido y Woodrow Wilson.
A su regreso, compaginó la pintura con la docencia. En 1922 adquirió una casa en Ibiza, donde pasó largas temporadas pintando sus gentes y paisajes.
Como dibujante, colaboró en revistas como Luz, El Gato Negro, Quatre Gats, L'Atlàntida y L'Esquella de la Torratxa, de Barcelona; Gent Nova, de Badalona; Arte Joven y Blanco y Negro, de Madrid; y La Raison y L'Assiette au Beurre de París.
Miembro de la masonería, fue encarcelado en la Cárcel Modelo de Barcelona tras el triunfo del franquismo. Murió poco después de salir de prisión.

## Exposiciones individuales
- 1899: Els Quatre Gats, Barcelona;
- 1907: Chez Otto, París;
- 1910: Centre Badaloní, Badalona;
- 1912: Galerie d’Art Henri Manuel, París;
- 1914: Faianç Català, Barcelona;
- 1924: Centre Badaloní, Badalona.[1]